# レナート・グリーン

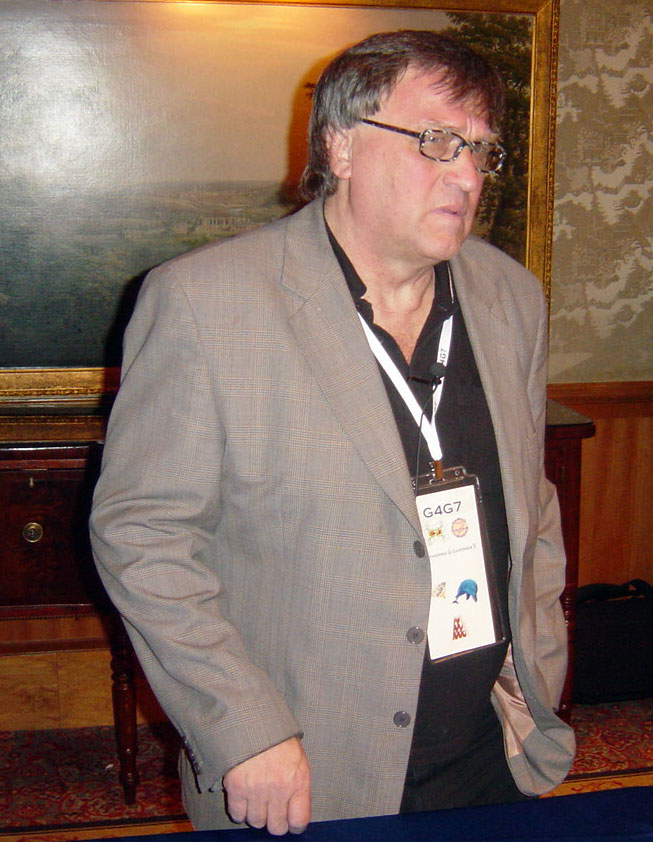
レナート・グリーン（2006年3月）

レナート・グリーン（Lennart Green、1941年12月25日 - ）はスウェーデンのヨーテボリ在住のマジシャン。
現在、カードマジックの分野では世界屈指の実力者で、世界中で講演をしている。 

## 概要
彼が主に演じるマジックの殆どはカードマジックで、1988年に参加したFISM大会（手品の世界大会）では審査員にサクラを使っていると疑いをかけられ(サクラを使うことはルール違反であった)、その疑いの所為で実力者でありながら入賞できなかった。しかし1991年にローザンヌで開催された同大会では、同じ演技を、今度は審査員から借りたカードで審査員にカードを選ばせて行い優勝し、雪辱を果たす。
彼の考案したマジックには独創的な作品が多く、中でも『レーザーディール』は彼の代表作といえる。現在も多くのマジシャンが「スナップディール」を使用する『レーザーディール』をはじめとする彼の演技を模倣している。「スナップディール」の他にも「トップショット」(空の右手に突然表向きのカードが現れるという現象)などのユニークな作品を数多く考案しており、カードマジックの発展に大きく寄与している。
彼の技法、手順は普通のマジシャンが思いつかないような変わった視点から組み立てられており、カードマジックをある程度かじっている人でさえ引っかかってしまうことが多い。
大抵の人が想像するマジシャンの華麗な手付きとは異なった、彼独特の無秩序なカードの扱いは特徴的といえる。例えばテーブル上にカードを表裏バラバラにばら撒いてシャッフルする等、一見するとカードの扱いが下手な人が何も怪しいことをせずに奇跡を起こしているように見えるため、見た目の不器用さとその後に起こる不思議な現象とのギャップに驚き、彼のマジックを見た人は大きな衝撃を受ける。
日本のテレビにも出演しているほか、マジック（FISMで演じられた演技も含む）のほとんどは「GREENMAGIC」で見ることができ、日本でも入手可能。
『スナップディール』『トップショット』の使い手の高橋匠はレナート・グリーンの弟子である。

## 受賞歴
1991年FISMローザンヌ（スイス）優勝

## ビデオ
Lennart Green's
Classic Green, Volumes 1-7
Green Magic, Volumes 1-3
TEDTalk "Close up Card Magic with a Twist" 2008年2月公演。

## 出演番組
World's Greatest Magic